# Осановка
Осановка (Северная Осановка) — река в России, протекает в Мурашинском районе Кировской области. Устье реки находится в 123 км по левому берегу реки Молома. Длина реки составляет 24 км. 
Исток реки находится юго-восточнее деревни Бошары (Боровицкое сельское поселение) в 40 км к юго-западу от посёлка Мураши. В верхнем течении до впадения Южной Осановки река также называется Северная Осановка. Река течёт по ненаселённому лесному массиву на юго-запад, притоки - Южная Осановка и Ломовка (оба - левые). Впадает в Молому ниже посёлка Знаменка.

## Данные водного реестра
По данным государственного водного реестра России относится к Камскому бассейновому округу, водохозяйственный участок реки — Вятка от города Киров до города Котельнич, речной подбассейн реки — Вятка. Речной бассейн реки — Кама.
По данным геоинформационной системы водохозяйственного районирования территории РФ, подготовленной Федеральным агентством водных ресурсов:
- Код водного объекта в государственном водном реестре — 10010300312111100035782
- Код по гидрологической изученности (ГИ) — 111103578
- Код бассейна — 10.01.03.003
- Номер тома по ГИ — 11
- Выпуск по ГИ — 1